# Műút-könyvek
A Műút-könyvek egy magyar, sorszámozott könyvsorozat, melyet a Műút folyóirat indított 2008-ban Miskolcon. Kiadója a Szépmesterségek Alapítvány.

## A sorozat kötetei
- 01: Perneczky Géza: Rózsák nyesése (Bolyongás a művész–galerista–műgyűjtő háromszögben) (2008)
- 02: Bazsányi Sándor: „…testének temploma” (Erotika, irónia és narráció Nádas Péter prózájában)
- 03: Dérczy Péter: Töredékek a történetről (Tanulmányok, esszék, műelemzések)
- 04: Kiss Noémi: Fekete-fehér (Tanulmányok a fotográfia és az irodalom kapcsolatáról)
- 05: Sántha József: Talányaink összessége (Válogatott kritikák és tanulmányok, 2007–2010)
- 06: Málik Roland: Báb (Egybegyűjtött versek)
- 07: Bagi Zsolt: Helyi arcok, egyetemes tekintetek (Facies localis universi)
- 08: Lengyel Imre Zsolt: Beszélgetés fákról (Irodalomkritikák 2009–2012)
- 09: Perneczky Géza: 3 megfigyelés feLugossy László művészetéről
- 10: Sándor Iván: Hajózás a fikció a tengerén (esszék a regényről)
- 11: Keresztesi József: Anabázis (esszék, kritikák)
- 12: Málik Roland: A fehér út (Egybegyűjtött prózák)
- 13: Szabó Gábor: „Vagyok, mit érdekelne” (Széljegyzetek Petrihez)
- 14: Vári György: Az emberiség végnapjai (Irodalomkritikák)
- 15: Visky Zsolt, Gábor Zsófia: Történetvigyázók
- 16: Bárány Tibor: A művészet hétköznapjai
- 17: Papp Dénes: Vedlés
- 18: Bíró-Balogh Tamás: Mint aki a sínek közé esett (Kosztolányi Dezső életrajzához)
- 19: Nyerges Gábor Ádám: Az elfelejtett ünnep
- 20: Béki István: Magatartás
- 21: Ambrus Judit: Isten konditerme
- 22: Somogyi Aranka: Testmértan
- 23: Beck András: Szakítópróba (Karinthy, a Nihil és akinek nem kell)
- 24: Nyirán Ferenc: Apróságok kicsiny tárháza
- 25: Vécsei Rita Andrea: Egy reggel futni kezdek
- 27: Deczki Sarolta: Fordított világ
- 28: Balogh Ádám: Nyers
- 29: András László: Világos indul
- 30: Bazsányi Sándor: 11 – 12 – 13 (kritikák három rendben)
- 31: Tófalvy Tamás: Túl a szubkultúrán, és vissza. Populáris zenei színterek, műfajok és az internet
- 32: Antal Balázs: Vad
- 33: KISKÁTÉ. Kortárs filozófiai kiskönyvtár
- 34: Visy Beatrix: Madártávlat és halszemoptika. (Irodalomkritikák)
- 35: Palágyi Ildikó Brigitta: Ha belefulladsz, megöllek
- 36: Demus Gábor: egy gang sarkából
- 37: Keresztesi József: Meteorkövek. (Esszék)
- 38: Szabó Gábor: Történeteink vége. Emlékezés a kortárs magyar irodalomban
- 39: Moesko Péter: Megyünk haza
- 40: Mesterházi Mónika: Evidenciák. (Esszék versekről és költőkről)
- 41: Kőrizs Imre: Tévedések fenntartása mellett. (Kritikák, tanulmányok)
- 42: Tóth Zoltán János: Hardcore pornófilm a hálózati kultúra korában
- 43: Krusovszky Dénes: Hemingway szalvétája. (Esszék, kritikák)
- 44: Bartók Imre: Majmom, Vergilius
- 45: Szolcsányi Ákos: Piros
- 46: Antal Balázs: Súly és könnyűség. Regionalitás és átjárhatóság az újabb magyar irodalomban
- 47: Szabó Marcell: A zseb vallási karaktere – Materialista vigasztalások
- 48: Zelei Dávid: (Post)Boom. Kritikák és esszék a 20–21. századi spanyol-amerikai irodalomról
- 49: Hegedüs Vera: Ostoba
- 50: Deczki Sarolta: A jereváni rádió